# Verbascum festii
Verbascum festii är en flenörtsväxtart som beskrevs av August von Hayek. Verbascum festii ingår i släktet kungsljus, och familjen flenörtsväxter. Inga underarter finns listade i Catalogue of Life.